# Station Pécrot
Station Pécrot is een spoorweghalte langs spoorlijn 139 (Leuven - Ottignies) bij het dorp Pécrot in de gemeente Graven (Grez-Doiceau).

## Treinongeval
Op 27 maart 2001 deed zich bij Pécrot een zwaar spoorwegongeval met meerdere dodelijke slachtoffers voor. Twee passagierstreinen botsten frontaal op elkaar omdat een van de twee bij zijn vertrek uit Station Waver richting Leuven het tegenspoor opreed. Een ultieme poging om de rijstroom te onderbreken kwam, onder andere door slechte communicatie, te laat om de ramp te vermijden.

## Treindienst
| Serie | Treinsoort | Route                               | Bijzonderheden |
| ----- | ---------- | ----------------------------------- | -------------- |
| S 20  | GEN (NMBS) | Leuven – Pécrot – Waver – Ottignies |                |

## Reizigerstellingen
De grafiek en tabel geven het gemiddeld aantal instappende reizigers weer op een week-, zater- en zondag.
| Tabel: aantal instappende reizigers station Pécrot | Tabel: aantal instappende reizigers station Pécrot | Tabel: aantal instappende reizigers station Pécrot | Tabel: aantal instappende reizigers station Pécrot |
|                                                    | Weekdag                                            | Zaterdag                                           | Zondag                                             |
| -------------------------------------------------- | -------------------------------------------------- | -------------------------------------------------- | -------------------------------------------------- |
| 1977                                               | 129                                                | 46                                                 | 17                                                 |
| 1978                                               | 110                                                | 32                                                 | 19                                                 |
| 1979                                               | 114                                                | 30                                                 | 18                                                 |
| 1980                                               | 125                                                | 33                                                 | 17                                                 |
| 1981                                               | 117                                                | 33                                                 | 12                                                 |
| 1982                                               | 111                                                | 32                                                 | 18                                                 |
| 1983                                               | 114                                                | 18                                                 | 17                                                 |
| 1984                                               | 93                                                 | 28                                                 | 21                                                 |
| 1985                                               | 123                                                | 31                                                 | 19                                                 |
| 1986                                               | 109                                                | 34                                                 | 24                                                 |
| 1987                                               | 115                                                | 37                                                 | 15                                                 |
| 1988                                               | 95                                                 | 61                                                 | 57                                                 |
| 1989                                               | 107                                                | 29                                                 | 32                                                 |
| 1990                                               | 86                                                 | 48                                                 | 23                                                 |
| 1991                                               | 90                                                 | 48                                                 | 37                                                 |
| 1992                                               | 108                                                | 33                                                 | 34                                                 |
| 1993                                               | 115                                                | 52                                                 | 31                                                 |
| 1994                                               | 94                                                 | 52                                                 | 68                                                 |
| 1995                                               | 98                                                 | 38                                                 | 16                                                 |
| 1996                                               | 162                                                | 54                                                 | 19                                                 |
| 1997                                               | 152                                                | 56                                                 | 18                                                 |
| 1998                                               | 116                                                | 60                                                 | 14                                                 |
| 1999                                               | 123                                                | 42                                                 | 30                                                 |
| 2000                                               | 99                                                 | 48                                                 | 32                                                 |
| 2001                                               | 123                                                | 24                                                 | 16                                                 |
| 2002                                               | 101                                                | 22                                                 | 22                                                 |
| 2003                                               | 131                                                | 26                                                 | 22                                                 |
| 2004                                               | 153                                                | 24                                                 | 28                                                 |
| 2005                                               | 165                                                | 40                                                 | 37                                                 |
| 2006                                               | 183                                                | 76                                                 | 45                                                 |
| 2007                                               | 148                                                | 42                                                 | 37                                                 |
| 2008                                               | -                                                  | -                                                  | -                                                  |
| 2009                                               | 145                                                | 88                                                 | 45                                                 |
| 2010                                               | -                                                  | -                                                  | -                                                  |
| 2011                                               | -                                                  | -                                                  | -                                                  |
| 2012                                               | 201                                                | 65                                                 | 36                                                 |
| 2013                                               | 180                                                | 54                                                 | 34                                                 |
| 2014                                               | 186                                                | 45                                                 | 35                                                 |
| 2015                                               | 168                                                | 53                                                 | 30                                                 |
| 2016                                               | 182                                                | 58                                                 | 44                                                 |
| 2017                                               | 218                                                | 51                                                 | 35                                                 |
| 2018                                               | 218                                                | 52                                                 | 43                                                 |
| 2019                                               | 229                                                | 19                                                 | 21                                                 |
| 2020                                               | 173                                                | 44                                                 | 34                                                 |
| 2021                                               | -                                                  | -                                                  | -                                                  |
| 2022                                               | 293                                                | 89                                                 | 90                                                 |
| 2023                                               | 256                                                | 128                                                | 120                                                |
| 2024                                               | 215                                                | 76                                                 | 65                                                 |

0,0: Leuven ·
3,0: Heverlee ·
8,4: Oud-Heverlee ·
10,8: Zoetwater ·
12,0: Sint-Joris-Weert ·
14,5: Pécrot ·
16,9: Florival ·
18,0: Eerken ·
20,0: Gastuche ·
21,9: Basse-Wavre ·
24,0: Wavre ·
25,1: Bierges-Walibi ·
26,8: Limal ·
29,0: Ottignies